# WTA Tournament of Champions 2013
El Qatar Airways Tournament of Champions Sofia será un torneo de tenis individual femenino que se jugará en pista dura indoor. Será la quinta edición del WTA Tournament of Champions y forma parte del circuito de la WTA. El torneo tendrá lugar por segunda vez en la ciudad de Sofia, Bulgaria, y se jugará en el ARENA ARMEEC Sofia, del 29 de octubre al 3 de noviembre de 2013. 

## Torneo

### Descripción
Es el torneo de fin de temporada para aquellas jugadoras que ganaron por lo menos uno de los torneos de la categoría International pero que no clasificaron para el WTA Tour Championships. El cuadro de individuales consta de ocho jugadoras (seis clasificadas + dos invitaciones). No hay torneo de dobles dentro de este evento.
El 5 de octubre la organización del torneo dio a conocer que su principal patrocinador sería Qatar Airways y que el nombre oficial del evento sería Qatar Airways Tournament Of Champions Sofia.

### Formato
Después de dos ediciones en que se jugaron eliminaciones directas a partir de cuartos de final, el formato del torneo volverá a ser como la edición inaugural, es decir, habrá un sistema de grupos llamado round robin, sólo que la diferencia con aquella edición erradicará en que esta vez serán ocho jugadoras y no doce como en 2009. A partir del round robin que constará de dos grupos de cuatro jugadoras cada uno y en el que jugarán todas contra todas, se determinarán las semifinalistas, que serán las primeras dos jugadoras de cada grupo. Las parejas de semifinales serán conformadas por la primera tenista del Grupo 1 versus la segunda tenista del Grupo 2 y la segunda tenista del Grupo 1 versus la primera del Grupo 2. La ganadora de cada llave de semifinales accederá a la final, en donde se disputarán el título.

## Sistema de Clasificación
Las 6 jugadoras mejor clasificadas que hayan ganado al menos un torneo International durante el año y que no hayan clasificado para el WTA Tour Championships 2013 se clasificarán para el evento.

### Campeonas de los Torneos WTA International 2013
Para el calendario 2013, la lista de las campeonas de los International Tournaments es la siguiente:
| Torneo           | Fechas                   | Superficie        | Ganadora                  |
| ---------------- | ------------------------ | ----------------- | ------------------------- |
| Shenzhen         | 31 de diciembre          | Dura              | Na Li                     |
| Auckland         | 31 de diciembre          | Dura              | Agnieszka Radwańska       |
| Hobart           | 6 de enero               | Dura              | Yelena Vesnina            |
| Pattaya City     | 28 de enero              | Dura              | María Kirilenko           |
| Memphis          | 17 de febrero            | Dura (i)          | Marina Erakovic           |
| Bogotá           | 18 de febrero            | Tierra batida     | Jelena Jankovic           |
| Florianópolis    | 24 de febrero            | Dura              | Monica Niculescu          |
| Acapulco         | 27 de febrero-4 de marzo | Tierra batida     | Sara Errani               |
| Kuala Lumpur     | 25 de febrero            | Dura              | Karolína Pliskova         |
| Monterrey        | 1 de abril               | Dura              | Anastasiya Pavliuchenkova |
| Katowice         | 8 de abril               | Tierra batida (i) | Roberta Vinci             |
| Marruecos        | 22 de abril              | Tierra batida     | Francesca Schiavone       |
| Oeiras           | 29 de abril              | Tierra batida     | Anastasiya Pavliuchenkova |
| Estrasburgo      | 20 de mayo               | Tierra batida     | Alize Cornet              |
| Birmingham       | 10 de junio              | Hierba            | Daniela Hantuchova        |
| Núremberg        | 10 de junio              | Tierra batida     | Simona Halep              |
| 's-Hertogenbosch | 16 de junio              | Hierba            | Simona Halep              |
| Budapest         | 8 de julio               | Tierra batida     | Simona Halep              |
| Palermo          | 8 de julio               | Tierra batida     | Sara Errani               |
| Bastad           | 15 de julio              | Tierra batida     | Serena Williams           |
| Bad Gastein      | 15 de julio              | Tierra batida     | Yvonne Meusburger         |
| Bakú             | 22 de julio              | Dura              | Elina Svitolina           |
| Washington       | 29 de julio              | Dura              | Magdalena Rybarikova      |
| Tashkent         | 9 de septiembre          | Dura              | Bojana Jovanovski         |
| Quebec           | 9 de septiembre          | Dura (i)          | Lucie Šafářová            |
| Seúl             | 16 de septiembre         | Dura              | Agnieszka Radwańska       |
| Cantón           | 16 de septiembre         | Dura              | Shuai Zhang               |
| Linz             | 7 de octubre             | Dura (i)          | Angelique Kerber          |
| Osaka            | 7 de octubre             | Dura              | Samantha Stosur           |
| Luxemburgo       | 14 de octubre            | Dura (i)          | Caroline Wozniacki        |

## Jugadoras clasificadas a Sofía
Al 21 de octubre de 2013 las jugadoras clasificadas al WTA Tournament of Champions 2013 son:
| Pos | País                                  | Jugadora                  | Rank WTA | Torneos Ganados                    | Estatus                   |
| --- | ------------------------------------- | ------------------------- | -------- | ---------------------------------- | ------------------------- |
|     | Bandera de Dinamarca                  | Caroline Wozniacki        | 10       | Luxembourg                         | Baja                      |
|     | Bandera de Italia                     | Roberta Vinci             | 13       | Katowice Palermo                   | Baja                      |
| 1   | Bandera de Rumania                    | Simona Halep              | 14       | Nürnberg 's-Hertogenbosch Budapest | Clasificada               |
| 2   | Bandera de Rusia                      | Ana Ivanovic              | 16       |                                    | Clasificada como wildcard |
| 3   | Bandera de Rusia                      | Maria Kirilenko           | 18       | Pattaya                            | Clasificada               |
| 4   | Bandera de Australia                  | Samantha Stosur           | 19       | Osaka                              | Clasificada               |
| 5   | Bandera de Rusia                      | Yelena Vesnina            | 25       | Hobart                             | Clasificada               |
| 6   | Bandera de Rusia                      | Anastasiya Pavliuchenkova | 26       | Monterrey Oeiras                   | Clasificada               |
| 7   | Bandera de Francia                    | Alizé Cornet              | 27       | Strasbourg                         | Clasificada               |
| 8   | Bandera de la República Popular China | Jie Zheng                 | 118      |                                    | Clasificada como wildcard |
| Alt | Bandera de Ucrania                    | Elina Svitolina           | 40       | Baku                               | Clasificada como wildcard |

## Resultados

### Final
| Fecha      | Partido          | Partido | Partido               | Resultado     |
| ---------- | ---------------- | ------- | --------------------- | ------------- |
| 03.11.2013 | Simona Halep [1] | 2-1     | ' Samantha Stosur [4] | 2-6, 6-2, 6-2 |